# Черепенин, Владимир Алексеевич
Владимир Алексеевич Черепенин (род. 14 августа 1947 года, Москва) — российский физик, специалист в области информационных технологий в радиофизике и физической электронике, Академик РАН (2022).

## Биография
Родился 14 августа 1947 года в Москве.
Окончил физический факультет МГУ.
В 1979 году защитил кандидатскую, а в 1989 году — докторскую диссертации.
В 1997 году утверждён в звании профессора.
С 1985 года — руководитель лаборатории вычислительной физики Института радиотехники и электроники имени В. А. Котельникова РАН. В настоящее время — заместитель директора по научной работе института.
В 2011 году избран членом-корреспондентом РАН.
В 2022 году избран академиком РАН.

## Научная деятельность
Специалист в области информационных технологий в радиофизике и физической электронике.
Область научных интересов — применение методов вычислительной физики к исследованию процессов во взаимодействующих средах.
Основные научные результаты:
- разработаны новые принципы работы усилителей и генераторов электромагнитного излучения на релятивистских электронных пучках;
- на их основе и с его непосредственным участием созданы генераторы с рекордной мощностью, а также впервые в мире создано устройство для преобразования энергии взрыва в когерентное микроволновое излучение;
- разработаны принципы взаимодействия мультитераваттного излучения фемтосекундных лазеров с микро- и нанопленками, позволяющие создать устройства для получения импульсов когерентного излучения рентгеновского или гамма-диапазонов длин волн;
- разработаны новые методы электромагнитной квазистатической томографии, некоторые из которых применены для создания медицинских приборов.

Автор около 200 научных работ.
Ведет научно-педагогическую деятельность в должности профессора физического факультета МГУ.
Под его руководством защищено 11 кандидатских диссертаций.

### Научно-организационная деятельность
- член редколлегий журналов «Радиотехника и электроника» РАН, «Электромагнитные волны и электронные системы» и других журналов;
- член Научного совета по релятивистской и сильноточной электронике РАН и Научного совета по распространению радиоволн РАН;
- председатель диссертационого совета и заместитель председателя другого диссертационного совета при Институте радиотехники и электроники им. В. А. Котельникова РАН;
- член диссертационного совета в МГУ.

## Награды
- Почётная грамота Президента Российской Федерации (5 февраля 2024 года) — за заслуги в развитии отечественной науки, многолетнюю плодотворную деятельность и в связи с 300-летием со дня основания Российской академии наук[2]